# Workneh Gebeyehu
Workneh Gebeyehu Negewo, né le 16 juillet 1968, est un homme politique éthiopien oromos, ministre des Affaires étrangères depuis le 1er novembre 2016,.

## Biographie
Workneh Gebeyehu obtient sa maîtrise en science politique et relations internationales à l'université d'Addis-Abeba en 1992.
Après avoir évolué dans les agences de sécurité du pays, il devient en 2001 membre du Parlement de l'Éthiopie, mandat qu'il détient jusqu'en 2012. En juillet 2013, il est nommé ministre des Transports. En septembre 2013, il inaugure le lancement des travaux de la voie de chemin de fer qui relie Djibouti, l'Éthiopie, et le Soudan du Sud. En décembre 2014, il remplace Addisu Legesse par Abadula Gemeda à la tête d'Ethiopian Airlines.
Le 1er novembre 2016, il est nommé ministre des Affaires étrangères d'Éthiopie,. Dans le même mois, il se rend à Djibouti pour conforter l'exclusivité de la relation Éthiopie-Djibouti. En mars 2017, il se rend au Royaume-Uni pour rencontrer Boris Johnson. En mai 2017, il se rend en Chine pour rencontrer son homologue chinois Wang Yi, puis en juillet 2017, il se rend aux États-Unis pour réaffirmer le leadership de l'Éthiopie en Afrique, et son rôle central dans la gestion des conflits dans la Corne de l'Afrique.